# Michael Bhatty
Michael Bhatty (* 1967) ist ein deutscher Medienwissenschaftler, Game Designer, Autor und Professor für Game-Design.

## Leben
Michael Bhatty studierte an der Universität Osnabrück Kunstwissenschaften/Kunstpädagogik mit den Schwerpunkten Malerei und Photographie, sowie Literaturwissenschaften mit den Schwerpunkten Anglistik/Amerikanistik und Medienwissenschaften und schloss das Studium mit dem Magister Artium (M.A.) ab. 1999 wurde er an der Universität Osnabrück zum Dr. phil. promoviert.
Parallel dazu arbeitete er in der freien Jugendarbeit (Fokus e.V.) und produzierte ein Serious-Game zum 350. Jahrestag des Westfälischen Friedens.
Von 2000 bis 2005 ist er Lead Game Designer bei der Ascaron Software Publishing GmbH, später Ascaron Entertainment GmbH. 2005 bis 2006 ist er Chief Executive Producer bei der Phenomedia Publishing GmbH.
2007 gründete er Michael Bhatty Entertainment und arbeitete als Freelancer für Games, Film- und Romanauftragsarbeiten.
2010 wird er zum ersten Game-Design-Professor an die MHMK (Macromedia Hochschule für Medien und Kommunikation) in München berufen. Seit 2013 lehrt er an der Mediadesign Hochschule in Düsseldorf. Seine Forschungsschwerpunkte liegen u. a. in den Bereichen Interactive Story Telling, Game Design und Game Directing, Concept Art. sowie historische Serious Games
2014 ist er Mitglied im Diplomatic Council und 2015 verantwortlicher Ansprechpartner für Gaming im DC Global Media Forum.
Seit 2012 veröffentlicht er eigene Romane und seit 2014 die Schriftenreihe Directing Games im Selbstverlag über Amazon.
Bhatty gilt als renommierter Game Designer und Medienwissenschaftler. Tim Potozki, Redakteur der Gamesmarkt, schreibt: „Als einer der beiden Lead Game Designer von ‚Sacred‘ verhalf Dr. Michael Bhatty dem deutschen Action-Rollenspiel zu internationaler Anerkennung.“
Michael Bhatty ist Sprecher und Moderator auf gamesbezogenen Events. Eine Auswahl an Vorträgen:
- Nordmedia-Talk Drehbuch Reloaded – aktuelle Erzählformen für Film, Fernsehen und Games, 2008.[13]
- Living Games Festival, 2008: Die Entwicklung virtueller Welten (Vortrag), Podiumsdiskussion: Spiele im Jahr 2010 – ein Ausblick in die Zukunft der Computerspiele, Podiumsdiskussion: Gewalt in Computerspielen.[14]
- BLM 2010: Homo eLudens: Games und Gamer verstehen – Wissenschaftler und Wirtschaftsvertreter diskutieren auf Symposium von BLM und MHMK.[15]
- Medientage München 2012: Directing Games – A new breed of game developers.
- Respawn 2016: Beyond Mechanics – Directing an integrated gameplay experience.
- Games & Ausbildung 2016: Game Design studieren – Der akademische Weg zur kreativleitenden Speerspitze der Entwicklung.[11]
- GermanDevDays 2017: Creating Worlds – Methoden zur Erschaffung glaubwürdiger Welten.
- Bundeswehr: Kommando CIR, Bonn, 2018.[10]
- GermanDevDays 2019: Gamify the World: Wie Spiele die Welt verändern.[16]

## Jurymitgliedschaften
- Deutscher Entwicklerpreis Jurymitglied seit 2018 in den Jurygruppen: Bestes Game Design, Sonderpreis für soziales Engagement.[17]
- GAST Gaming-Aid Stipendien: Jurymitglied seit 2017.[18]
- Fotopreis Museumserleben[19]

## Preise für Projekte
- Sacred, Ascaron Entertainment GmbH, 2004. Zahlreiche nationale und internationale Auszeichnungen, unter anderem mit den Gold- und Platin-Awards des VUD (2004, 2005), sowie ausgezeichnet mit Platz 2 in der Kategorie „Charakter“ im Rahmen des Deutschen Entwicklerpreises 2004, Platz 2 in der Kategorie „Sound“ und Platz 3 in „Game Design“; Sacred wird 2017 in die Sonderausstellung Gameskulktur in Deutschland – 20 Meilensteine des Computerspielemuseum Berlin aufgenommen. Sacred ist Meilenstein Nummer 15.[20] Sacred wurde (inklusive des Add-ons Sacred: Underworld und des Pakets Sacred Gold) allein in Deutschland über 350.000 Mal verkauft (Stand: 02/2006) und erhielt dafür den Platin-Award des Verbandes der Unterhaltungssoftware Deutschland e. V. (VUD). Es war damit das erfolgreichste deutsche Spiel des Jahres 2004. Weltweit wurden über zwei Millionen Exemplare verkauft (Stand: 03/2007), das macht Sacred zu einem der bisher erfolgreichsten deutschen Computerspiele.
- Moorhuhn – Schatzjäger 2 (Jump & Run-Spiel), Phenomedia Publishing GmbH, 2006; ausgezeichnet mit Platz 3 in der Kategorie „Bestes Deutsches Casual Game“ im Rahmen des Deutschen Entwicklerpreises 2006.[21]
- Sven – Gut zu Vögeln (Jump & Run-Spiel), Phenomedia Publishing GmbH, 2006; ausgezeichnet mit Platz 2 in der Kategorie „Bestes Deutsches Casual Game“ im Rahmen des Deutschen Entwicklerpreises 2006.[21]
- Beryl Tales (Browser-MMOG), Koproduktion Michael Bhatty Entertainment & Xybris Interactive, 2007ff.; ausgezeichnet mit Platz 1 in der Kategorie „Beste Technik“ im Rahmen der Wahl zum „Browserspiel des Jahres“ (Galaxy-News.de-Award, 02/2008).[22]

## Track Record Games (Auswahl)
- Imperion (Autorentätigkeit, extern), Travian Games GmbH, 2009.
- Meine Tierklinik – Babys (Nintendo DS), Braingame GmbH, 2009.
- Beryl Tales (Browser-MMOG), Koproduktion Michael Bhatty Entertainment & Xybris Interactive, 2007–2011.
- Moorhuhn – Schatzjäger 2, Phenomedia Publishing GmbH, 2006.
- Sven – Gut zu Vögeln, Phenomedia Publishing GmbH, 2006.
- Moorhuhn – Piraten, Phenomedia Publishing GmbH, 2006.
- TinCan Racer, Phenomedia Publishing GmbH, 2006/2007.
- TinCan Escape, Phenomedia Publishing GmbH, 2006/2007.
- Sieben Zwerge 2, Phenomedia Publishing GmbH, 2006.
- Moorhuhn – Soccer, Phenomedia Publishing GmbH, 2006.
- ZDF Mainzelmännchen – Mainzelkick, Phenomedia Publishing GmbH, 2006.
- Moorhuhn Mah-Jongg, Phenomedia Publishing GmbH, 2005.
- Moorhuhn – im Anflug, Phenomedia Publishing GmbH, 2005.
- Tortuga – Rache der Piraten (Lead Game Designer), Ascaron Entertainment GmbH, 2005 (erweitert und veröffentlicht als AAA-Titel "Tortuga – Two Treasures", 2007).
- Sacred, Ascaron Entertainment GmbH, 2004.
- Port Royale, Ascaron Entertainment GmbH, 2002.
- Artefact, Ascaron Software Publishing GmbH (unveröffentlicht, 2002).
- Explorer, Ascaron Software Publishing GmbH (unveröffentlicht, 2001)
- Ballerburg, Ascaron Software Publishing GmbH, 2001.
- Patrizier II, Ascaron Software Publishing GmbH, 2000.
- Pax Westphalica – Der Westfälische Friede von 1648, (Game Design & Projektleitung), Fokus e.V., 1998.

## Veröffentlichungen (Auswahl)
- Fantasies of Disempowerment: The Lure and Value of Voluntary Power Loss in Single-Player Video Games (English Edition), in: Bhatty, Michael (Hrsg.) und Valentina Tamer, Directing Games – Elite Edition, Bd. 1., 10/2016.
- Gameplay vs. Spielmechanik – Games als Komposition, in: Bhatty, Michael, Directing Games, Bd. 2., 12/2015.
- Concept Art für Game Designer I – Eine Einführung, in: Bhatty, Michael, Directing Games, Bd. 3., 05/2015.
- Anne Frank als Game?, in: Bhatty, Michael (Hrsg.) und Kira Resari, Directing Games, Bd. 2., 08/2014.
- Game Directing – Über die Notwendigkeit der kreativleitenden Speerspitze in der Entwicklung, in: Bhatty, Michael, Directing Games, Bd. 1., 11/2014.
- Anne Frank als Game: Darf man das?, in: Making Games, 04/2013.
- Dramaturgie der Gewalt, in: Arbeitsmarkt Kultur, Deutscher Kulturrat 2012.
- Emotional Game Design, in: Can a video game make you cry? Film und Games – eine Auseinandersetzung, Hrsg. Volker Kufahl, Internationales FilmFest Braunschweig e.V., 2009.
- Dramaturgie der Gewalt, in: Politik & Kultur – Zeitung des Deutschen Kulturrates, 12/2008, S1f.
- Interactive Story Telling – Anforderungen an die narrative Konzeption und dramaturgische Mechanismen einer jungen Medienform, in: Streitfall Computerspiele: Computerspiele zwischen kultureller Bildung, Kunstfreiheit und Jugendschutz, Hrsg. Olaf Zimmermann, Deutscher Kulturrat, 2008, S. 53ff.
- Der Game Designer als Regisseur IV – Interactive Story Telling, in: Gamestar Developer, 02/2008.
- Der Game Designer als Regisseur III – Directing Action, in: Gamestar Developer, 11/2007.
- Der Game Designer als Regisseur II – Der Weg für den Lead Game Designer, in: Gamestar Developer, 08/2007.
- Interactive Story Telling, in: Politik & Kultur – Zeitung des Deutschen Kulturrates, 07/2007.
- Der Game Director als Regisseur, in: Gamestar Developer, 05/2007.
- Science Fiction und Fantasy in den audiovisuellen Medien, in: Fremdsprachenunterricht – Zeitschrift für das Lehren und Lernen fremder Sprachen: Themenheft Science Fiction, Jahrgang 45/54, Berlin: Pädagogischer Zeitschriftenverlag GmbH & Co.: 01/2001.
- Interaktives Story Telling: Zur historischen Entwicklung und konzeptionellen Strukturierung interaktiver Geschichten, Aachen: Shaker-Verlag: 1999.
- Geschichte und Vermarktung der Hollywood-Glamour-Photographie, Frankfurt a. M.: Peter Lang-Verlag: 1997.
- Markmann, Sigrid (Ed.), O.B.E.M.A.: The Descendants of the Earth Mother – Die Nachkommen der Erdmutter; [Übersetzung der Gedichte von Bub Bridger von Michael Bhatty]; Bd. 12, Osnabrück / Eggingen, 1994.

## Publikationen: Belletristik
- Kyle: Im Kreis des Wassers – Tosende Fluten (Band IV, E-Book & Print), 05/2019
- Kyle: Im Kreis des Wassers – Stimmen im Nebel (Band III, E-Book & Print), 05/2019
- Kyle: Im Kreis des Feuers – Brennender Zorn (Band II, E-Book & Print), 2015
- Kyle: Im Kreis des Feuers – Schwelende Wut (Band I, E-Book & Print), 2015
- Kyle – Im Kreis des Feuers (E-Book-Gesamtausgabe), 07/2014
- AZARYA: Dark Passion Tales – Azarya Rising, 04/2013.
- AZARYA: Dark Passion Tales – Azarya Rising, 12/2012.
- Runes of Magic – Iszma, Stuttgart: Panini Verlag 07/2012.
- Runes of Magic – Asiya, Stuttgart: Panini Verlag 04/2011.
- Runes of Magic – Shareena, Stuttgart: Panini Verlag 03/2010.
- Far Cry 2 – Blutige Diamanten, Stuttgart: Panini Verlag 05/2008.
- Far Cry – Götterdämmerung, Stuttgart: Panini Verlag 12/2007.